# 호암로 (안양 서울)
호암로(虎巖路)는 서울특별시 관악구 대학동 미림여고입구 삼거리에서 경기도 안양시 만안구 석수동 삼막 나들목 사이를 잇는 왕복 4차선 도로로 총 길이는 6.1Km이다. 이 도로의 명칭은 호압사가 위치한 호암산(虎巖山)에서 유래하였다.

## 경유지
서울특별시
- 관악구 - 금천구

경기도
- 안양시

## 노선
- 미림여고입구 삼거리(서울대벤처타운역) - 삼성동 주민센터 - 미림여자고등학교 - 서울신우초등학교 - 삼성산 성지 - 국제산장아파트 - 난향삼거리 - 산복터널 - 호압사삼거리 - 호암터널 - 안양해솔학교 - 경인교육대학교 - 삼막 나들목 (110호선 제2경인고속도로)(삼막로 연결)

## 연결 도로
- 이 도로의 시작점인 미림여고입구 삼거리에서는 신림로와 접하고 종점인 삼막 나들목에서는 삼막로, 제2경인고속도로와 경수산업도로가 이어진다.

- 난향동삼거리는 달동네가 있었던 곳이었는데 재개발되었고, 2006년 9월에 관악산 휴먼시아 1~3단지 아파트, 신림SH빌아파트 등 대규모 아파트 단지가 들어서게 되면서[2] 신대방역을 경유하는 길이 생기게 되었다.

- 2023년 6월 삼성동 주민센터 - 미림여자고등학교 - 서울신우초등학교 구간은 일대 뉴타운 공사로 명칭이 변경 될 수도 있음[3]

## 사진

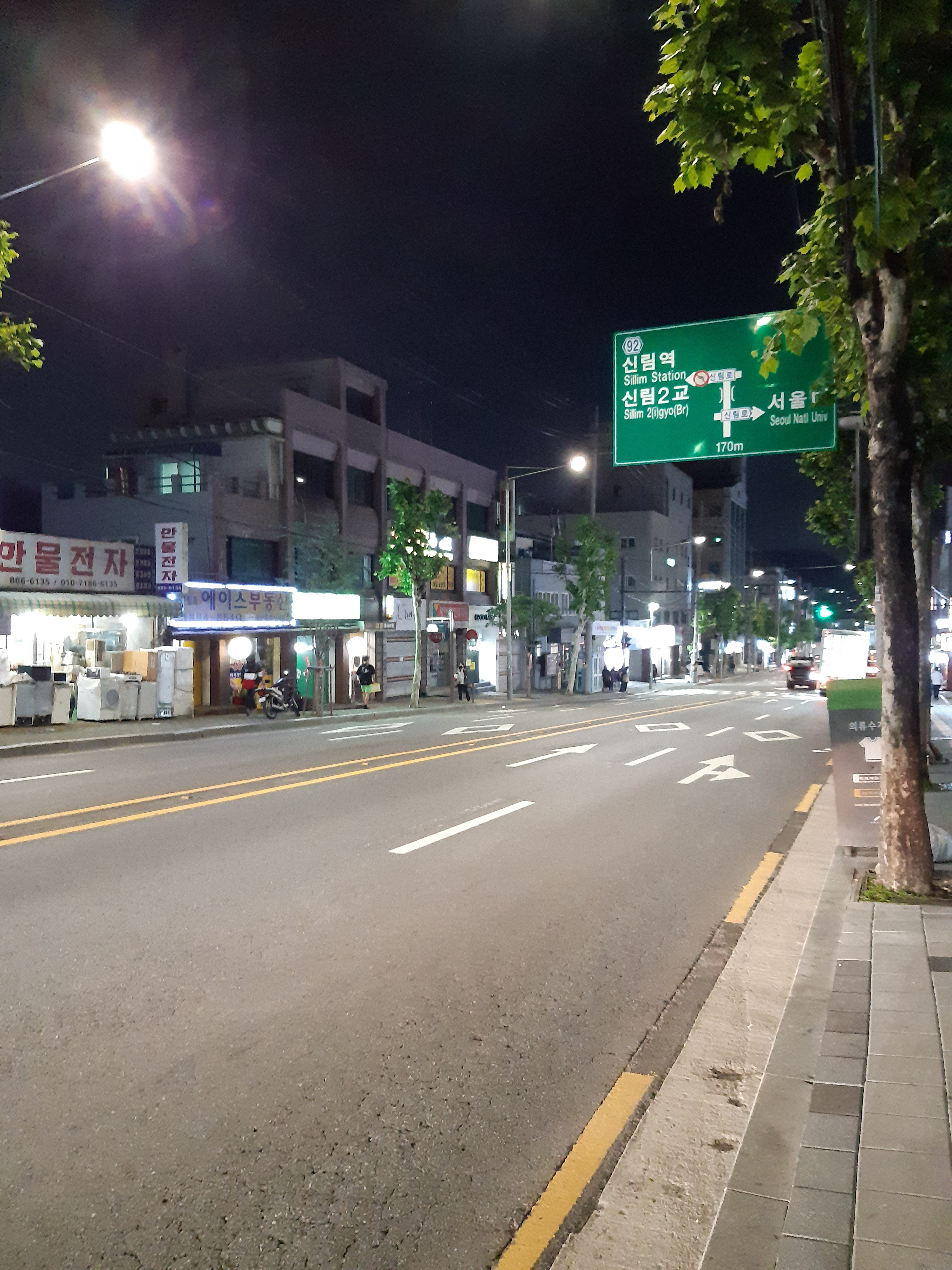
관악구 신림동 호암로
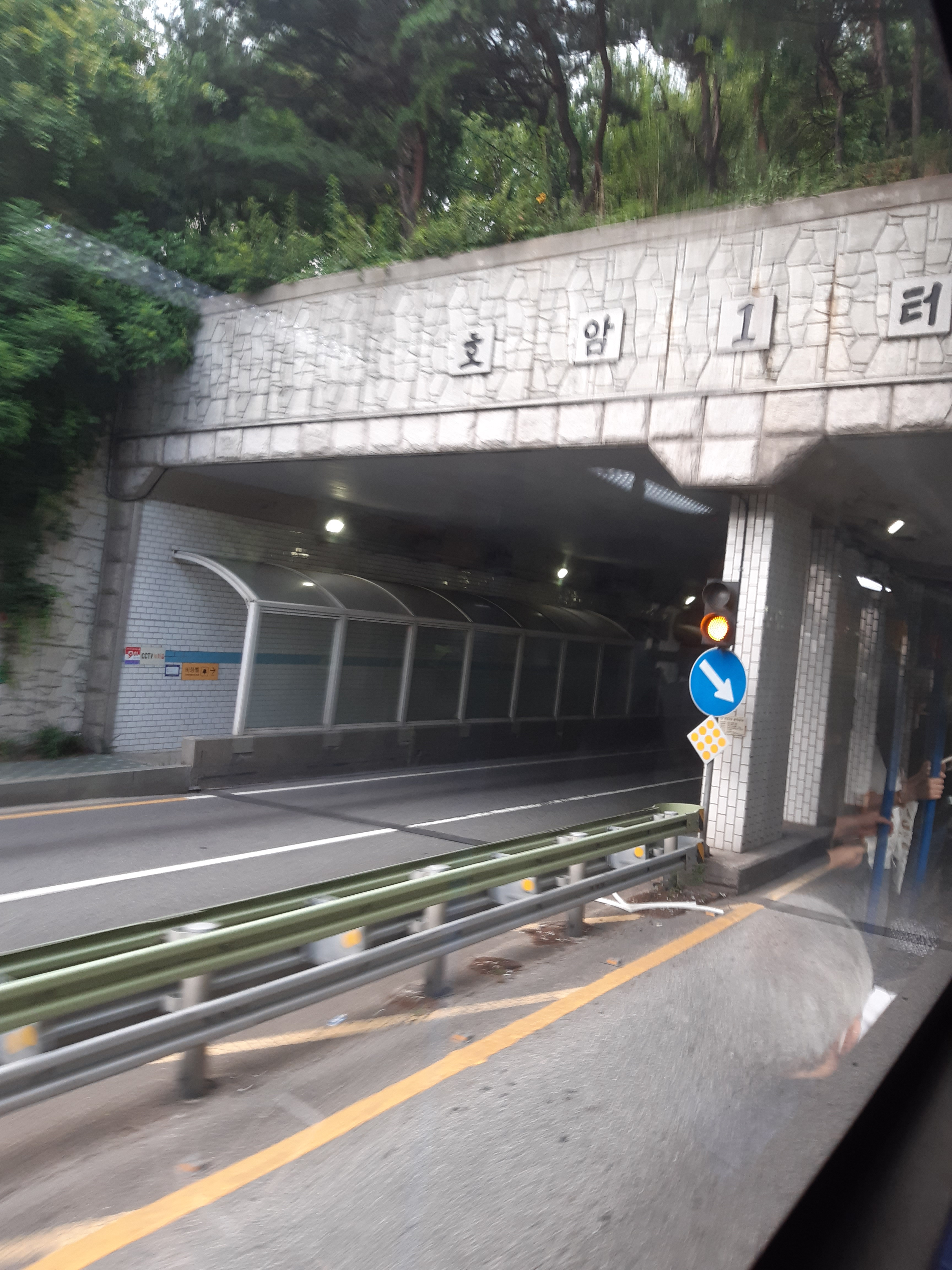
호암터널
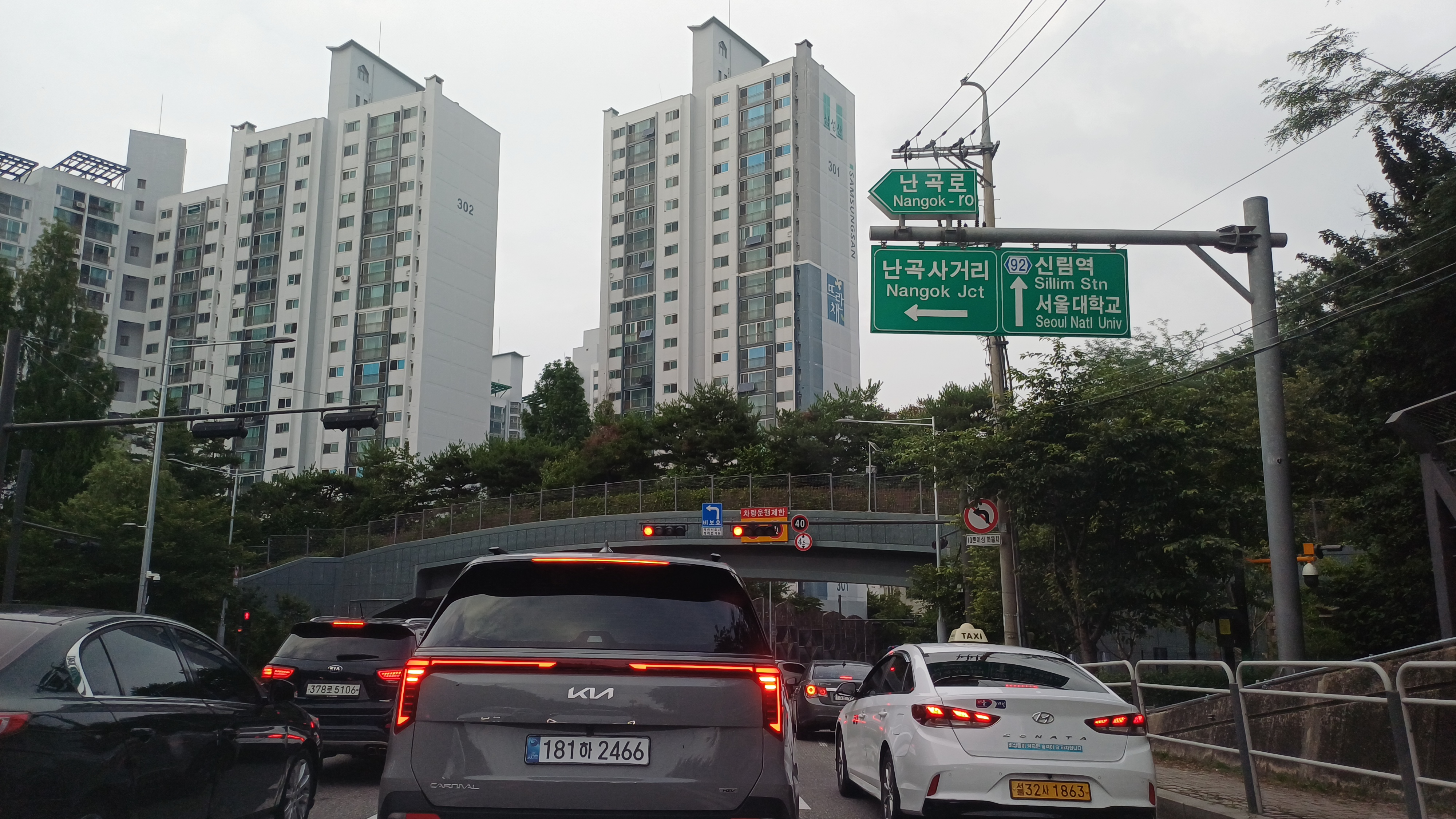
난향삼거리
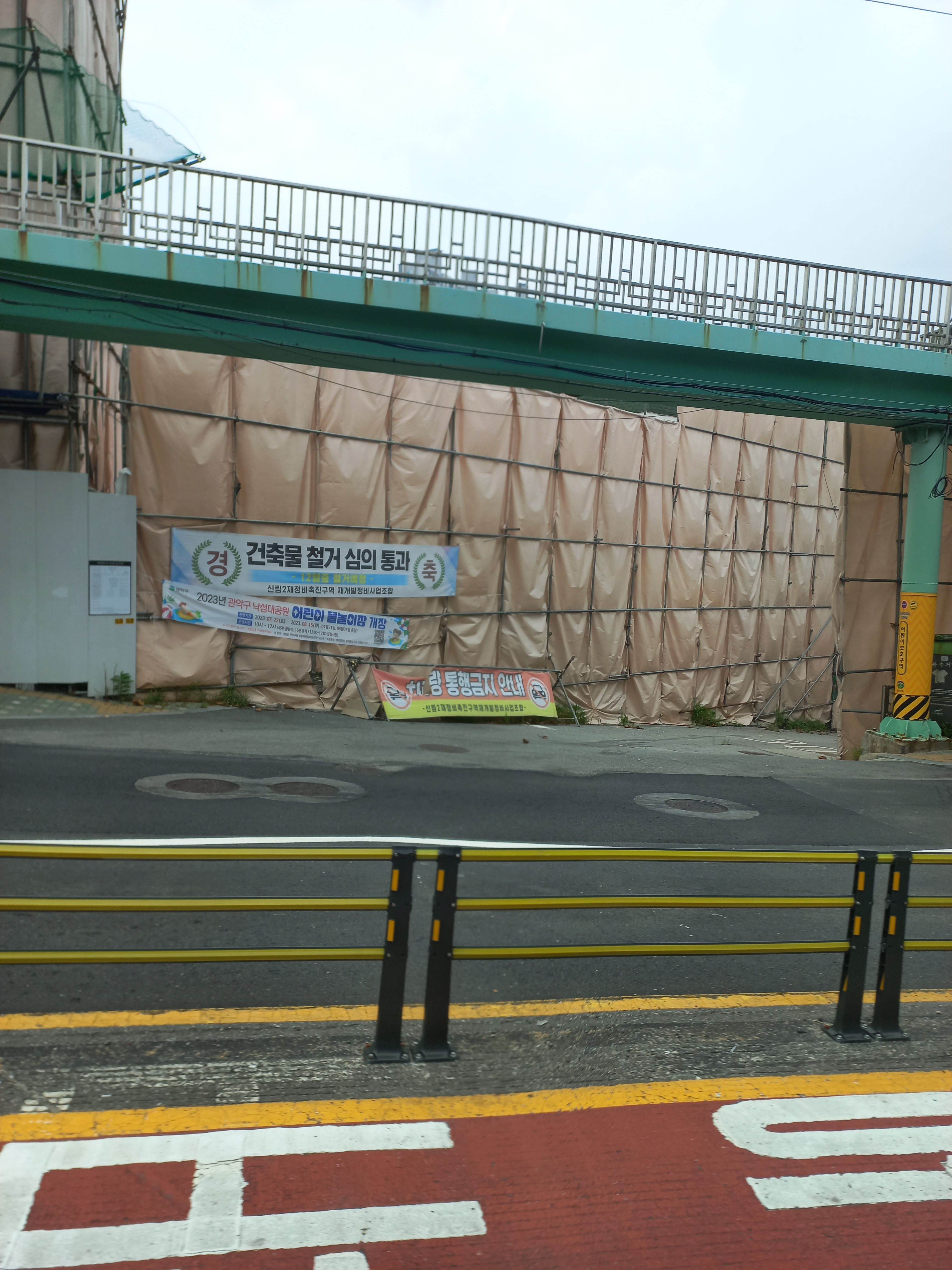
신림뉴타운 건설로 철거중인 건물
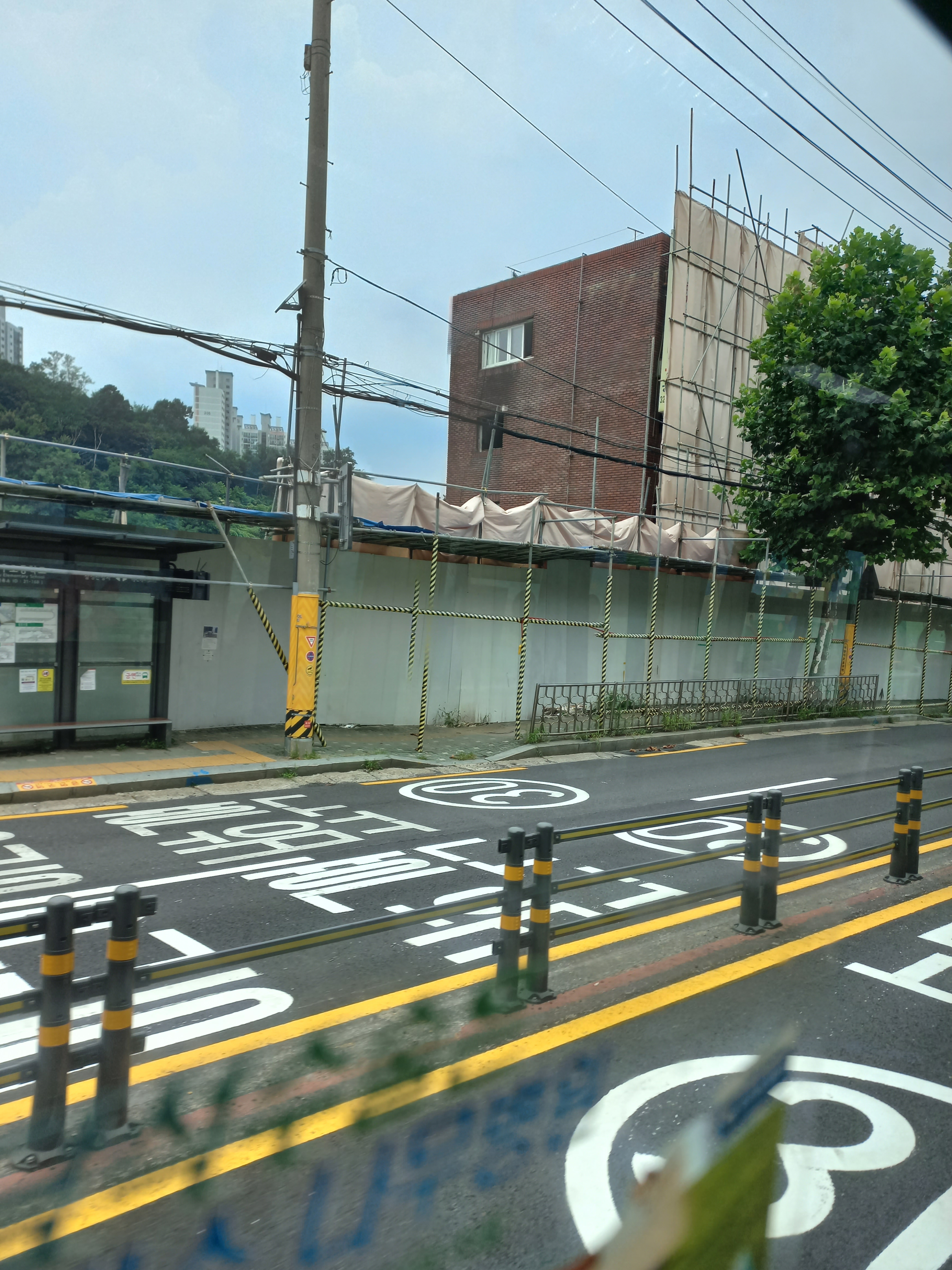
2023년 8월 호암로
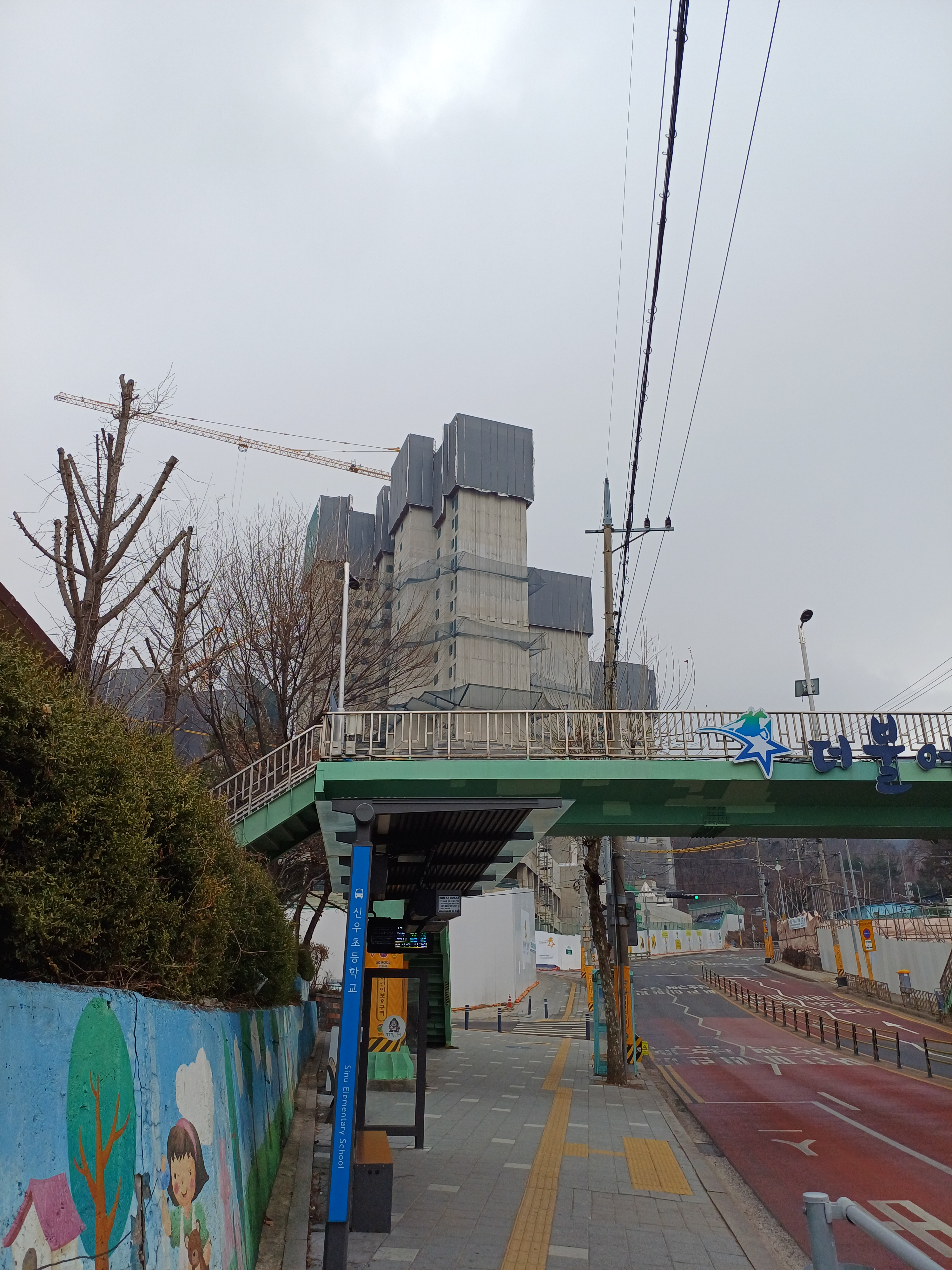
2024년 3월 서울신우초등학교앞
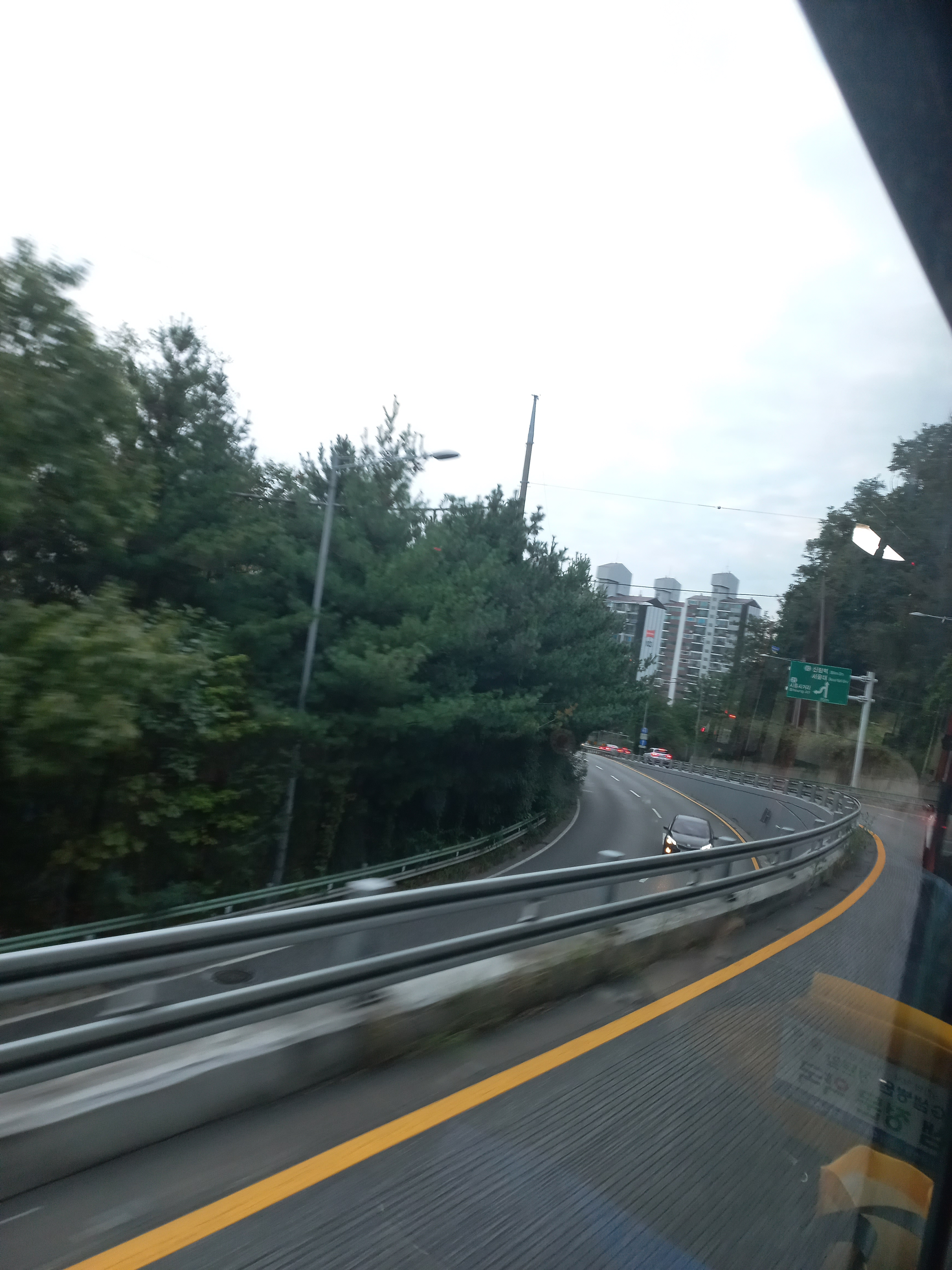
금하로 교차로